# 南沙群岛主权争议
南沙群岛主权争议是指中華人民共和國、中华民国、越南、馬來西亞、菲律賓、汶萊與印度尼西亚之间关于南沙群岛及其附近海域的主權争议。其中中華人民共和國、中華民國與越南均宣稱擁有該群島完整的主權，馬來西亞、菲律賓、汶萊則宣稱擁有部分島嶼的主權，而印度尼西亚則是宣稱擁有200海里专属经济区。
出土文物顯示，西元前五百年到西元一千五百年間，越南的沙黃文化和菲律賓之間有廣泛的南海貿易網路，貿易遠及台灣、泰國與婆羅洲。南海諸島最早記載於中國漢代。19世紀末，清朝正式把南海納入中国版圖，並由廣東水師負責東沙群島、西沙群島、中沙群島及南沙群島的巡防任務。后日本占领南沙群岛，命名为“新南群岛”，將其一部分島礁劃入台湾总督府高雄州管辖，並设立“大字”行政区划。第二次世界大戰結束後，中華民國政府派遣軍艦接管日軍所佔據的南海諸島，並劃入其主張的十一段線之內，稱其為中華民國在南海的疆界。中華人民共和國成立後，主張已繼承了中華民國在南海的權利，改定九段線。
1970年以後，南海被發現蘊含大量資源，適逢中華人民共和國政局不穩無暇兼顧，越南共和國（南越）、菲律賓等東南亞國家乘機進佔領台海双方所声索的南海島礁。1974年1月，中華人民共和國與南越爆發西沙海戰，前者戰勝，並取得西沙群島全部控制權，適逢中美蜜月期，中華人民共和國的做法沒有受到太多的批評。1988年3月，中華人民共和國與越南爆發赤瓜礁海戰，前者再度戰勝，並取得赤瓜礁等7個島礁的控制權，鞏固了主權。進入二十一世紀，越南、中華人民共和國等多國分別展開填海造陸。
2012年發生黃岩島對峙事件，在一次颱風中，中華人民共和國取得中沙黃岩島控制權，此後菲律賓單方面向位於荷蘭海牙的常設仲裁法院（PCA）提出南海仲裁案，控告中華人民共和國違反《聯合國海洋法公約》及侵犯菲律賓的海洋權益，在菲律賓向常設仲裁法院提出仲裁後，美國調整亞洲的美軍軍事部署，加強菲律賓的關係，以軍艦巡邏協防南海，確保菲律賓在南海的主權，中華人民共和國隨後則決定在南沙群島開展太平洋最大規模的人工造陸活動，宣示主權。2016年7月12日，南海仲裁案仲裁庭在中華人民共和國缺席的情況下作缺席審判，認定中華人民共和國主張的九段線「無效」，否定其對南海的歷史權利。此外認為南沙群島無一島嶼能夠產生200海里專屬經濟區，南海島嶼遭到降格。當中最大的、由中華民國控制的太平島不是島嶼，沒有專屬經濟區。此次仲裁被認為是菲律賓的完全勝利、中華人民共和國的主張侵犯了菲律賓的主權。而中華人民共和國則认为仲裁庭沒有管轄權，因此不接受、不承認裁決，并于当天对美济礁、渚碧礁的新建机场进行了校验飞行，遭到美國為首的國家以南海非軍事化回應，區域關係陷入前所未有的緊張。

## 岛礁地图

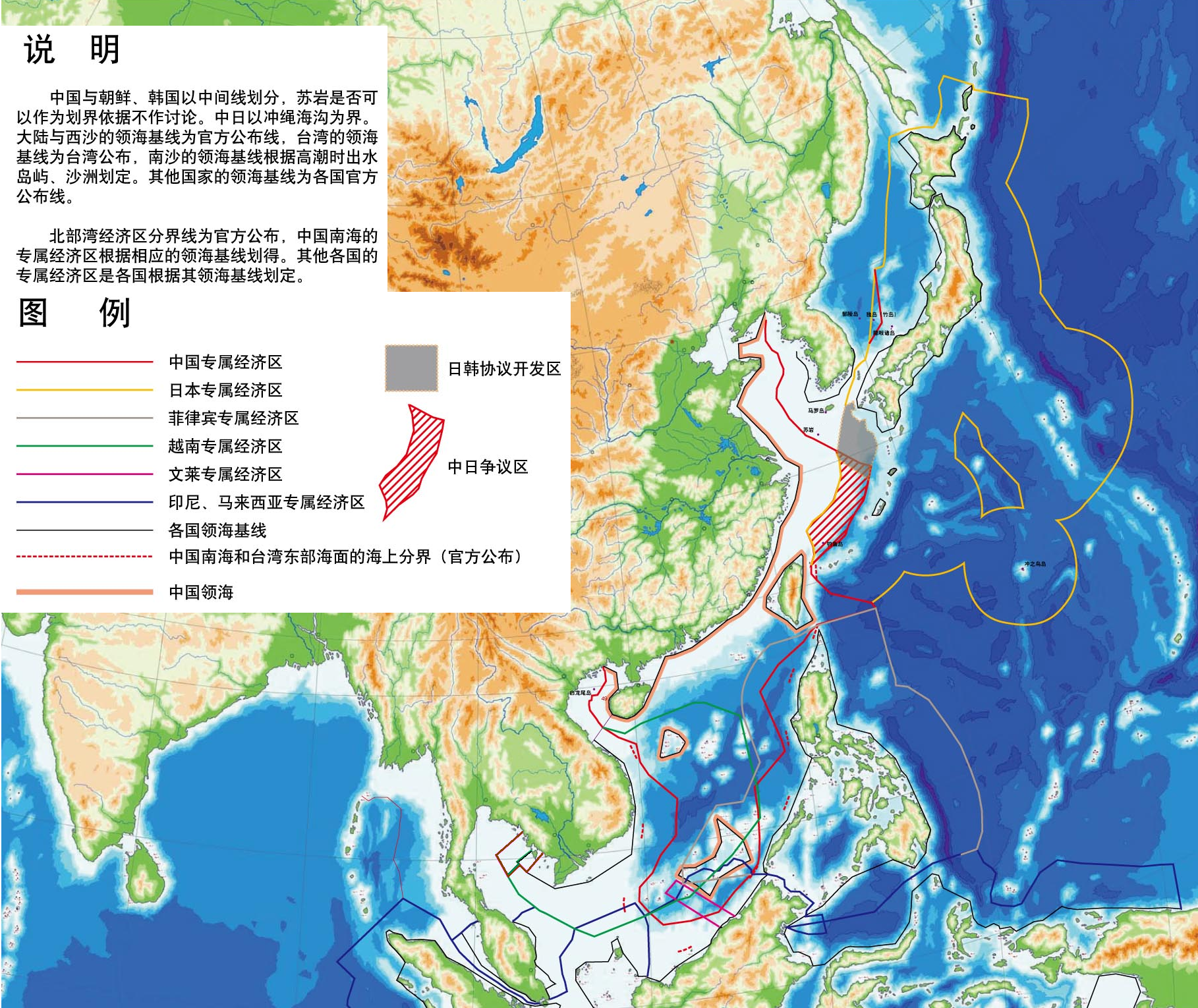
南海各方根据《聯合國海洋法公約》主张的领海基线

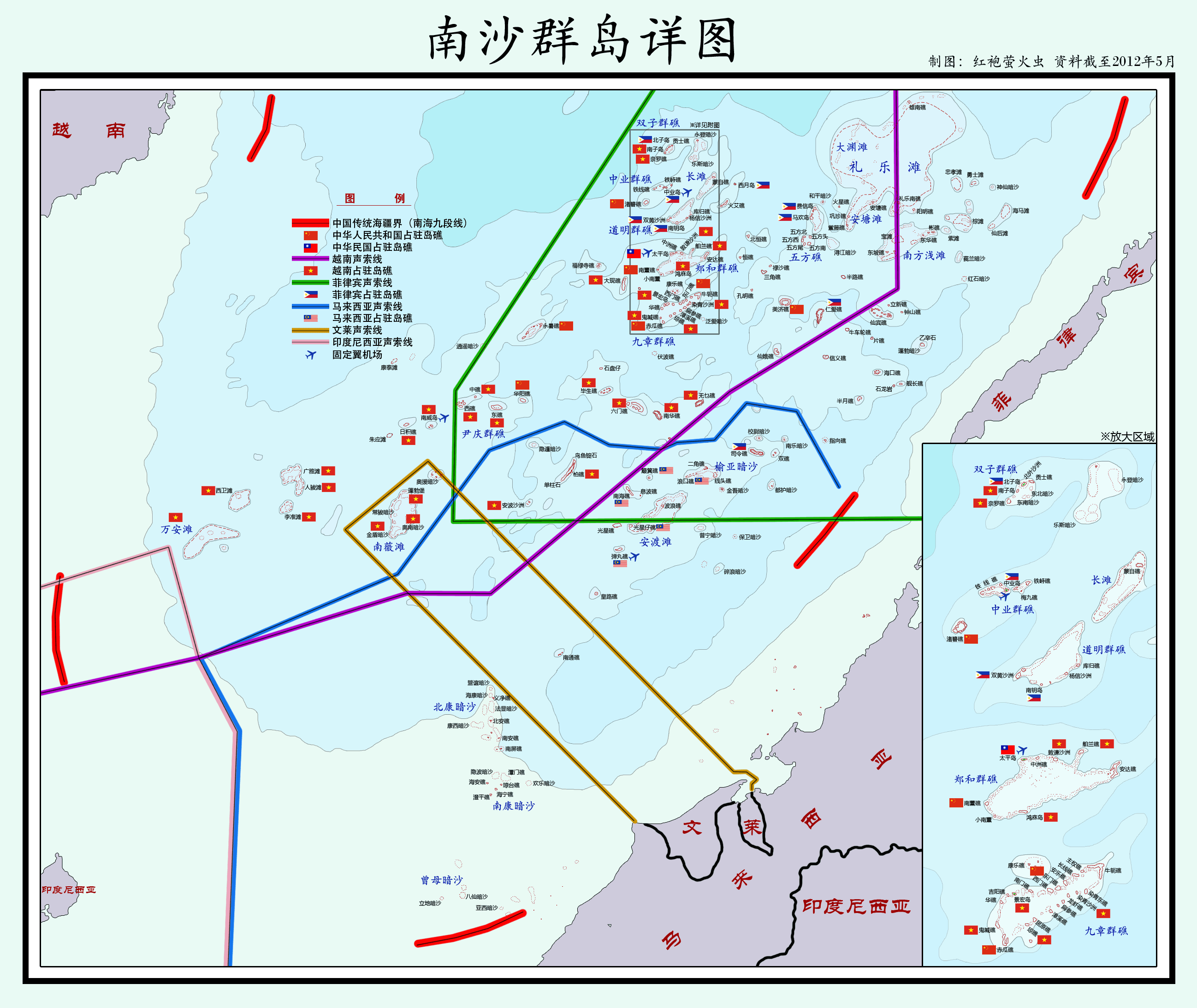
南沙群島2012年形勢圖（標出主權聲索線、駐軍之島礁及固定翼機場）

图例：

 中華民國  1：太平岛  2：中洲礁 

 中华人民共和国  1：永暑礁 2：美济礁  3：渚碧礁  4：华阳礁  5：南薰礁  6：赤瓜礁  7：东门礁 

 越南  1：南子礁  2：敦谦沙洲  3：鸿庥岛  4：景宏岛  5：南威岛  6：安波沙洲  7：染青沙洲  8：中礁  9：毕生礁  10：柏礁 
  11：西礁  12：日积礁  13：大现礁  14：无乜礁  15：东礁  16：六门礁  17：南华礁  18：舶兰礁  19：奈罗礁  20：鬼喊礁 
  21：琼礁  22：蓬勃堡  23：广雅滩  24：万安滩  25：西卫滩  26：李准滩  27：人骏滩  28：奥南暗沙  29：金盾暗沙

 菲律賓  1：费信岛  2：杨信沙洲  3：南钥沙洲  4：南钥岛  5：马欢岛  6：北子岛  7：中业岛  8：西月岛  9：司令礁  10：火艾礁  11：仁爱礁 

 马来西亚  1：弹丸礁  2：光星仔礁  3：光星礁  4：簸箕礁  5：榆亚暗沙  6：南海礁 

## 历史
南沙群島具有重要的战略、經濟价值。1970年代，南海海域發現了豐富的海底石油蘊藏，遂引發了更激烈的領土主權爭奪戰，發生過多次流血衝突，也使冀望透過協調會談來解決爭議的想法，變得越來越難以實行。

### 早期歷史
考古文物顯示，越南的沙黃文化從西元前五百年到西元一千五百年間，在南海有廣泛的貿易網路，稱為沙黃——卡拉奈交流圈（得名於沙黃文化和菲律賓的卡拉奈窟）。貿易主要是在越南和菲律賓之間，但也到達台灣、泰國與婆羅洲的考古遺址。沙黃出土文物也包括漢代的銅鏡。
東漢楊孚《異物志》有「漲海崎頭，水淺而多磁石」的記載。這裡的「漲海」是當時中國對南海的稱呼，表示該海域海浪濤湧，船隻航行感覺有如海水膨脹，「崎頭」則是當時對島、礁、沙、灘的稱呼。
三國東吳將領康泰出使見聞的著作《扶南傳》描述南海島礁之地質：「漲海中到珊瑚洲，洲底有磐石，珊瑚生其上也。」另外三国时的《南国异物志》有南沙群岛的记载。
南朝時，朝廷仍派出舟師巡視南海。《舊唐書·地理四》記載，振州（今海南三亞）疆域「西南至大海千里」，西沙群島包括在內。
唐宋年間，許多歷史地理著作將西沙和南沙群島相繼命名為「九乳螺洲」、「石塘」、「長沙」、「千里石塘」、「千里長沙」、「萬里石塘」、「萬里長沙」等。宋元明清四代，以「石塘」、「長沙」為名記述南海諸島的書籍多達上百種。
唐穆宗時明令嶺南節度使管轄的範圍包括南海諸島。宋代趙汝適所著《諸蕃志》記載，唐貞元二年(公元789年),當時被稱為「千里長沙」、「萬里石塘」的南海諸島即隸屬於海南四州軍。
《瓊州府志》記載，宋仁宗慶曆年間，將西沙群島列為廣南水軍的巡海範圍之內。宋代官修兵書《武經總要》記載，公元971年宋太祖建立巡海水師，對南海實施巡管，由此中國政府將南海海域納入到海防範圍。大約成書於1203至1208年的地方志書《瓊管志》記載南海諸島隸屬於廣南西路瓊管安撫都監吉陽軍的管轄範圍，這標誌著中國政府最晚從唐宋時期起，已將南海諸島納入版圖，並明確了行政轄治。
元代，對南海諸島地理位置的記載更為詳細。汪大淵所著《島夷志略》中有「萬里石塘，由潮州而生，迤邐如長蛇，橫亙海中......原其地脈。歷歷可考。一脈至爪哇，一脈至渤泥及古里地悶，一脈至西洋遐崑崙之地。」其中「萬里石塘」指包括今南沙在內的南海諸島。《元史》地理志和《元代疆域圖敘》記載元代疆域包括了南沙群島。其中《元史》还记载了元朝海军「发泉州，...过七洲洋，万里石塘（南沙群岛），历交趾，占城界」巡辖了南沙群岛。《元史》記載，至元十六年（1279年），元世祖忽必烈委派同知太史院士郭守敬到南海進行測量，在繪製的《廣輿圖》中，把南海諸島的西沙群島標為「千里長沙」，南沙群島標為「萬里石塘」。
明代《坤輿萬國全圖》將南沙群島標註為「萬里長沙」。明代《混一疆理歷代國都之圖》中標有石塘、長沙和石塘。從圖中標繪的位置看，後一個石塘是今南沙群島。明代《海南衛指揮僉事柴公墓誌鉻》記載：「廣東瀕大海，海外諸國皆內屬」，「公統兵萬餘，巨艦五十艘」，巡邏「海道幾萬里」。表明南沙群島屬於明代版圖，明代海南衛巡轄了西沙、中沙和南沙群島。有關學者指出，明代《鄭和航海圖》標繪的「石塘」和「萬生石塘嶼」指的就是今天的西沙、南沙群島。明代黃佐所著《廣東通志》記載「七洲洋」即今西沙群島，屬於巡海備倭官巡海設防的範圍。 
清朝設立崖州協水師營，負責南海海疆巡視。清代《泉州府志》和《同安縣志》記載了廣東水師副將吳升巡視南海海域。《瓊州府志》和《崖州志》則記載：「崖州協水師營分管洋面，東自万州東澳港起，西至昌化縣四更沙止，共巡洋面一千里，南面直接暹羅、占城夷洋」。這清晰地表明，清代水師巡視範圍涵蓋了包括西沙、南沙在內的整個南海海域。
清代《更路簿》記載了中國海南島漁民所習用的南沙群島各個島、礁、灘、洲的地名具體方位，其中南沙計73個地名。在清代，政府将南沙群岛标绘在地圖上，对南沙群岛行使行政管辖。1724年的《清直省分圖》之《天下總輿圖》、1755年《皇清各直省分圖》之《天下總輿圖》、1767年《大清萬年一統天下全圖》、1810年《大清萬年一統地量全圖》、1817年《大清一統天下全圖》和1895年印行的《古今地輿全圖》等許多地圖均將南沙群島列入中國版圖。一些清朝的外交官員如駐英使節郭嵩燾亦指出西沙群島屬於中國。而越南方面则持否定态度，2012年7月越南国家博物馆公布一份清朝地图（原圖為《皇朝直省輿地全圖》，此圖僅包括部分清代直省地區，並非全圖），指地图未包括南海岛屿。
在清代官方文籍中，如1676年兩廣總督金光祖纂修的《廣東通志》山川·萬州條，1725年經筵講官、戶部尚書蔣廷錫等校修、1726年雍正皇帝御序的《欽定古今圖書集成》職方典·瓊州府山川考二·萬州條，1731年廣東總督郝玉麟等修纂的《廣東通志》山川·萬州條，1822年兩廣總督阮元總裁、廣東巡撫李鴻賓等監修的《廣東通志》山川略十三·瓊州府萬州條，1679年萬州知州李炎等原著、1819年萬州知州汪長齡主修、1828年萬州知事胡端書續修的《萬州志》川條， 1841年明誼修、張岳崧編纂的《瓊州府志》萬州海防條等官方文籍，均把“千里長沙、萬里石塘”列入廣東省瓊州府万州轄治範圍內。
中國人民至遲明初就到南沙群島從事開發漁業生產。早在明代，有海口港、舖前港和清瀾港漁民及文昌縣漁民到南沙群島去捕撈海參等物。
1868年《中國海指南》記載了中國漁民在南沙群島活動情況，鄭和群礁有「海南漁民，以捕取海參，貝殼為活，各島都有其足跡，亦有久居礁間者，海南每歲有小船駛往島上。攜米糧及其他必需品，與漁民交換參貝。船於每年十二月或一月離海南，至第一次西南風起時返。」清末以來，中國海南島和雷州半島各地漁民都有人到南沙群島去捕魚，其中以文昌、瓊海兩縣最多，每年僅從此二地去的漁船就各有十幾條到二十多條。
民國以來中國漁民開發經營南沙群島的史實，中外史料均有記載。日本小倉卯之助《暴風之島》記載1918年他組織的探險隊到達北子島時發現三位文昌縣海口人。 1933年日本三好和松尾到南沙調查時看到北子島有中國人2名、南子島有中國人3名住在那裡。日本《新南群島概況》記載，中業島有漁民「栽種之甘藷」，「昔時有中華民國漁民居住於此島，並種植椰子、木瓜、蕃薯和蔬菜等」。
南沙群島一直為中國漁民所使用，一些大的島上都有中國漁民建的廟和打的水井等。1946年法國的入侵開始引起主權爭議。中華人民共和國、中華民國與越南三方均聲稱擁有該群島完整的主權，馬來西亞、菲律賓則宣稱擁有部分島嶼的主權，並且派軍隊進占相關島礁，文萊與印度尼西亞則是宣稱擁有此區海域的主權，進而間接包含了南沙群島部分區域。

### 中華民國
1933年，法国佔領南沙群岛9个主要岛屿（太平島、中業島、西月島、南威島、北子島、南子島、南鑰島、鴻庥島、安波沙洲），中華民國政府向法国政府提出抗议。1934年，中華民國水陆地图审查委员会，专门审定了南海各岛礁灘洲名称共132座，包括東沙群島1座，西沙群島28座，中沙群島（當時稱為「南沙群島」）7座和南沙群島（當時稱為「團沙群島」）96座。1935年，中華民國政府的水陆地图审查委员会编印《中国南海各岛屿图》详细标明包括南沙群岛在内的南海诸岛各岛礁的具体名称。1939年，日本佔領南沙群島，命名為新南群島，並將其中部分島礁編入高雄州高雄市。1945年11月21日，美軍艦艇三艘，曾登陸長島。戰後中華民國計畫先由臺灣省行政長官公署接收南海諸島。1946年中華民國海軍進駐後，政府將南沙群岛在内的南海诸岛改歸廣東省政府管轄。
1946年10月，法軍重佔南海各島並在島上建立了石碑。國民政府提出抗議，後因河內戰情緊張而未駐兵；11月24日，中華民國内政部会同海军部和广东省政府委派萧次尹和麦蕴瑜分别为西沙群岛和南沙群岛专员，前往西沙群岛和南沙群岛，举行進駐仪式、在岛上立主权碑、派兵驻守，绘制南沙群岛地图，重新命名南沙群岛及其群体和个体的名称（包括把「團沙群島」更名為「南沙群島」，而本來的「南沙群島」則被更名為「中沙群島」），编写和出版了南沙群岛地理志。1947年，中華民國内政部重新命名包括南沙群岛在内的南海诸岛全部岛礁沙滩名称共159个，并公布施行。期間國共內戰，部份島嶼控制權有變更，1950年5月，中華民國政府從海南島、西沙及南沙群島撤軍。1952年4月28日，中華民國與日本簽訂《中日和約》，當中第二條列明日本依照《舊金山和約》中第二條，放棄對台灣、澎湖等島嶼之一切權利、權利名義與要求。1955年11月27日，民國政府在南沙群島的一個島嶼上修建一座氣象台。1970年7月，中華民國政府代表在日本東京舉行的中國南海勘測會議中發表聲明：「中國政府對南海勘測案極為贊成並願參加合作勘測，但卻不得擴及中國對南沙群島之領土主權，實施勘測時，並應先徵得中國政府之同意」，當時並無任何一國政府提出任何異議。
2003年中華民國政府為維護南海主權，由內政部成立跨部會南海小組，制定「南海政策綱領」，並於同年7月由高雄市政府完成「東沙島及南沙太平島興建碼頭工程可行性調查評估規劃工作暨離島綜合建設實施方案」報告。而後由內政部部長余政憲親自視察南沙島太平島。設立太平島一等衛星測量控制點，提出籌設國家海洋公園構想，並登上中洲礁豎立中華民國國旗宣示主權。同年10月召開南海會議，審慎檢討南海主權維護工作。目前，中華民國實際控制太平島及中洲礁，隶属高雄市旗津區代管，由行政院海岸巡防署駐守。
2016年1月28日，马英九登上太平岛宣示主权，称太平岛是岛屿不是岩礁。3月23日，中華民國外交部首度率外媒登太平島，並於登島前夕公布中、英文版「中華民國南海政策說帖」，據南海諸島歷史、地理，並從國際法等面向證明中華民國對南海諸島主權，並闡述南海和平倡議主張。同年5月5日，马英九卸任前夕，邀請多位台灣以前的高級官員，再次组织訪視團前往南海太平島。2016年7月13日，中華民國總統蔡英文在南海仲裁结果公布次日，赴高雄市左營區登上康定級巡洋艦，重申中華民國對太平島及南海的主權立場。

### 中华人民共和国
1949年中華人民共和國成立后，取代中华民国控制中國大陸。1958年9月4日，中华人民共和国发表关于领海的声明。同年9月14日，越南民主共和國（北越）政府主席范文同在給中华人民共和国总理的照会中表示：“越南民主共和国承认和赞同中华人民共和国政府一九五八年九月四日关于规定中国领海的声明，越南民主共和国政府尊重这一决定”。但实际控制南沙群岛的南越政权没有承认中国对南沙及西沙的主权。
1959年3月，中華人民共和國中央政府設立了西沙群島、南沙群島、中沙群島辦事處，隸屬於廣東省。1983年，中華人民共和國地名委员会公布包括南沙群岛在内的南海诸岛标准地名。1987年中國人民解放軍海軍經過與越南的赤瓜礁海戰，占领了南沙群岛的永暑礁、华阳礁、东门礁、南薰礁、渚碧礁、赤瓜礁共6个岛礁。1988年，海南省成立，西沙群島、南沙群島、中沙群島辦事處劃歸海南省管轄，並於同年9月19日正式更名為海南省西沙群島、南沙群島、中沙群島辦事處。1995年，中國以庇護漁民為由，在美濟礁興建臨時棚屋，其後修建駐軍場所，部署護衛艦和海警船，實際控制了美濟礁。菲律賓當局嘗試在1995及1998年奪取美濟礁，最終都失敗。目前中華人民共和國在七座南沙岛礁上有駐軍。
2012年7月24日海南省三沙市正式挂牌成立。2015年5月初，中国人民解放军海政文工团赴南沙岛礁慰问演出，为五一节日期间坚守工作岗位的守礁官兵和岛礁建设者表演节目。2015年6月16日，中国外交部称，南沙部分岛礁建设即将完成陆域吹填工程，转入陆上设施建设。
2016年1月6日，中国政府征用两架民航客机，从中国海南省海口市美兰机场起飞，经过两小时飞行，降落在南海南沙群岛永暑礁新建机场并返航。2016年7月12日，中国政府征用中国民航飞行校验中心一架塞斯纳CE－ 680型飞机分别对南沙群岛美济礁、渚碧礁新建机场成功实施了校验飞行。

### 越南

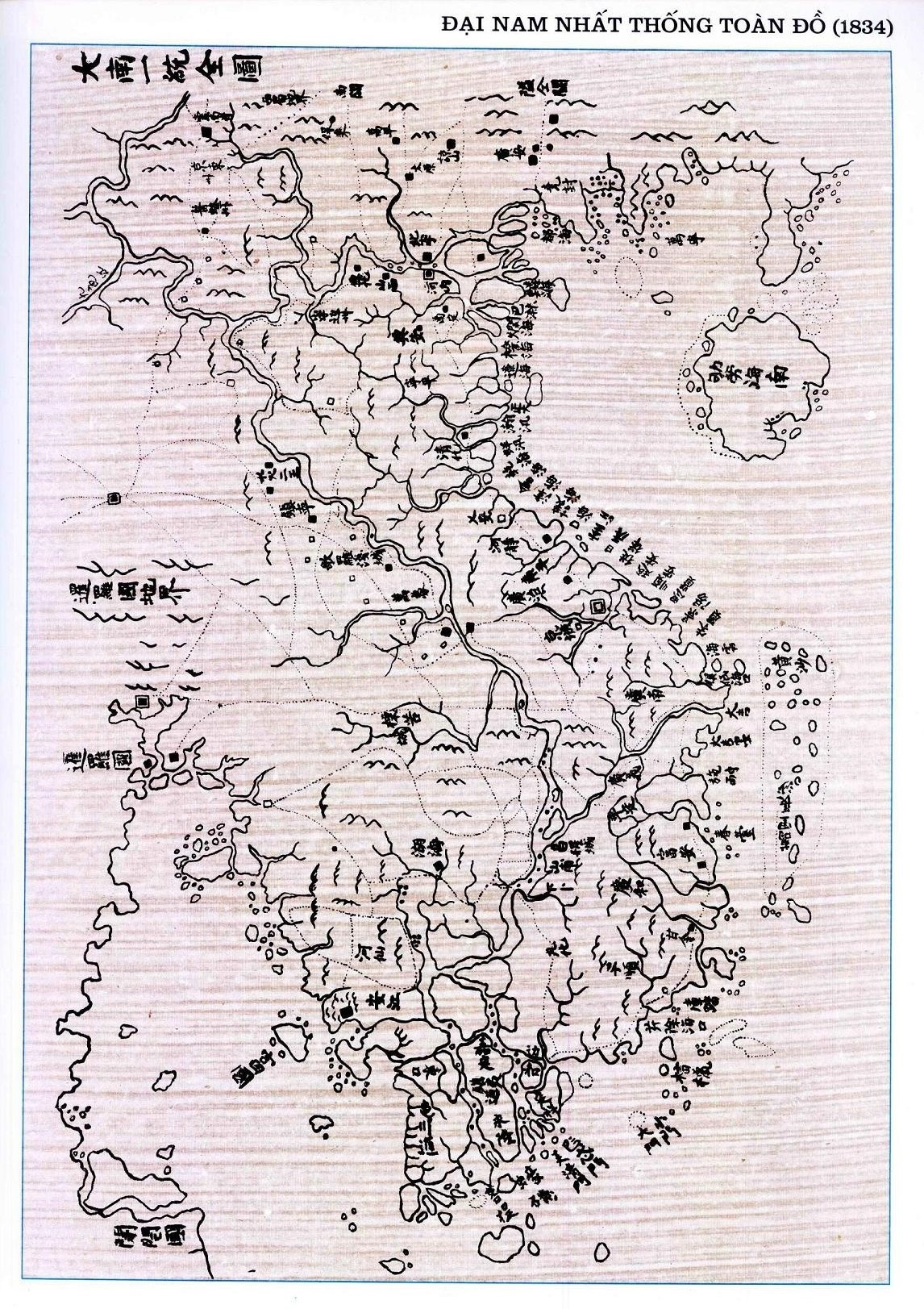
1830年代繪畫的《大南一統全圖》將西沙群島（黄沙）和南沙群島（萬里長沙）劃為越南領土。

越南从後黎朝開始在南沙活動。18世纪开始对“萬里长沙”（南沙）进行了管辖。1930年，法国占领了南沙，并称南沙是无主地。当时中华民国处于军阀混战时期，并没有正式抗议。1939年，法國對日本出兵占領南沙群島提出抗議。日本投降后，法国在1946年对南沙宣示了主权，但是没有派军驻守。1951年旧金山会议上，越南代表声明对西沙和南沙享有主权，但中华民国政府和中华人民共和国政府未出席会议，中華民國政府後來已在《中日和約》中承認《舊金山和約》，而中華人民共和國政府則不承认《旧金山和约》也不承認《中日和約》。
法国退出越南之后，南沙的权利由南越继承。南越在1956年占领了西沙群岛的甘泉岛和其他一些岛屿，并留下驻军。在1973年7月至1974年2月先后佔有南沙群岛的鸿庥岛、南子岛、敦谦沙洲、景宏岛、南威岛和安波沙洲，并派军驻守。1975年2月14日发表的白皮书，主張对西沙和南沙群岛拥有主权。
1974年以前，北越即現在越南社会主义共和国一直正式承认西沙和南沙群岛是中国领土。1975年4月北越在占领南越首都西贡的同时，也接收了原南越所控制的南沙6个岛屿。自从越南统一后，越南政府转而声明对两群岛拥有主权；现今出版的官方越南地圖中西沙群岛和南沙群岛被划在内。1982年12月，设立长沙县，划归同奈省管辖；后又划归庆和省。越南于1979年9月和1982年1月先后发表白皮书，主張对西沙和南沙两群岛拥有全部主权。

### 菲律賓
美國與西班牙1898年簽訂的巴黎條約和1900年簽訂的華盛頓條約曾明確規定了菲律賓的領土範圍，但並未包括南沙群島。 1953年菲律賓憲法、1951年菲美軍事同盟條約等也對此作了進一步確認。1955年在馬尼拉召開的國際民航組織太平洋地區航空會議通過的第24號決議，要求台灣當局在南沙群島加強氣象觀測，會上沒有任何一個代表對此提出異議或保留。1946年，菲律宾總統埃爾皮迪奧·基里諾強調南沙群岛主权屬於菲律賓，因为這些島嶼離菲律賓最近，對菲律賓的國家安全與經濟發展至關重要。1956年，菲律宾探险家托馬斯·克洛馬到南沙一些岛礁進行活动，认为這部份島嶼原為無主島嶼並将这些岛礁命名为“卡拉延群島”，設立自由邦政府，並帶同40人在各個島上張貼《告世界宣言》。1978年6月11日，菲律宾总统马科斯以1披索從高路馬收購其王國，並签发1596号总统法令，正式宣布吞併自由邦政府，將“卡拉延群島”劃入卡拉延市，並在1970年至1980年期间先后對8个岛礁進行實際控制，包括在中業島上駐兵和修建機場跑道。菲律宾政府宣布立法规定200海里专属经济区，将南沙群岛东部41万平方公里海域划入其领海。2009年2月9日，菲律宾参众两院联席委员会通过了菲律宾领海基线法，宣布将南沙群岛部分岛屿及黄岩岛划为菲律宾所属岛屿，随后于3月10日被菲律宾总统阿罗约签署为9522号总统法令。根据相同法令，南沙及中沙群岛的自然资源收益划入总统府特别户口由总统分配。菲律賓認為中國的「九段線」無效，因為其違反了聯合國海洋法公約有關專屬經濟區以及領海的相關條例。2013年，菲律賓向荷蘭海牙的常設仲裁法院提出仲裁，否定中國對南海的控制及權利。

### 马来西亚
馬來西亞到了1978年12月，才在其公布的大陸架地圖上將南沙群島的部分島礁和海域標在馬來西亞境內。70年代以前沒有任何法律文件或領導人講話提及本國領土範圍包括南沙群島。1978年馬來西亞派一支小型艦隊到南沙群島南端的部分島礁來活動，並樹立「主權碑」。1979年馬來西亞出版新地圖，將12個島礁和南沙27萬平方公里的海域划入其版圖。1980年馬來西亞政府宣佈200海里專屬經濟區。马来西亚政府认为，南沙群岛位于马来西亚的大陆架上，其主权符合1958年《日内瓦公约》和1982年《联合国海洋法公约》。
1995年5月26日，时任马来西亚首相马哈迪·莫哈末表明，拉央拉央岛是属于马来西亚所拥有的。他说，该岛是南沙群岛的一部分，不过，马来西亚对它的主权，是不容争议的：“其他国家不可争议马来西亚对它的主权”

### 
宣布200海浬專屬經濟區，並發行了標明海域管轄範圍的新地圖。聲稱對南通礁擁有主權，並分割南沙海域3000平方公里。

### 印度尼西亞
从1966年以来在海上划分“协议开发区”，1969年10月印尼与马来西亚签订大陆架协定，声称拥有5万平方公里的南沙海域。1980年3月，宣布建立200海里专属经济区。

## 实际控制

### 中華民國
| 郑和群礁                                                  |
| --------------------------------------------------------- |
| 安达礁 舶兰礁 敦谦沙洲 中洲礁 太平岛 南薰礁 小南薰 鸿庥岛 |

- 郑和群礁
  - 太平岛：南沙群島最大的天然形成島嶼，由100餘位海巡署人員和海軍的氣象人員駐紮，另有19位空軍地勤、氣象、航管人員駐守。島上有太平島機場，井水，農地，辦公室及樓房。
  - 中洲礁：中華民國海軍巡視，島上曾有臨時建築物。由太平岛守军监控。[50]

### 中华人民共和国
中国在南沙群岛设永暑社区和美济社区由海南省三沙市南沙区直辖。
- 渚碧礁：礁盤上有約4平方公里人工島，由中國人民解放軍駐守，無一般平民居住。島上有各種建築物和植被，雷達和燈塔。有一個運輸補給碼頭及渚碧礁机场、直昇機起降平台，設施日漸完善。
- 郑和群礁
  - 南薰礁：礁盤上建有人工島，島上有防禦及監控設施，由中國人民解放軍駐守，無一般平民居住。
  - 小南薰礁：由中國南薰礁守軍監控。
  - 安達礁：由中國南薰礁守軍監控。[51]
- 九章群礁
  - 赤瓜礁：礁盤上有約0.11平方公里人工島，由中國人民解放軍駐守，而無一般平民居住。島上有若干建築物，燈塔和直升機坪。
  - 東門礁：礁盤上有人工島，由中国人民解放军驻守。
  - 西門礁：為一座暗礁，由東門礁守军监控。
  - 南門礁：為一座暗礁，由東門礁守军监控。
  - 牛軛礁：中国南沙部队定期巡逻。
- 永暑岛：礁盤上有約2.8平方公里人工島，由中国人民解放军海军驻守，大約200人，無一般平民居住，島上有各種建築，包括住房，學校，運動場，醫院，永暑礁机场，碼頭，燈塔等，設施完善。
- 华阳礁：礁盤上有人工島，由中國人民解放軍駐守，無一般平民居住。
- 美济礁：礁盤上有人工島及美济礁机场，由中國人民解放軍駐守，美济村有渔民居住。

另外，中國海警艦艇在半月礁、蓬勃暗沙、仁愛礁、信義礁、仙娥礁、禮樂灘、琼台礁、萬安灘和曾母暗沙有定期巡備。而未被別國駐軍的岩礁亦被中國嚴密監控之中。

### 越南
| 九章群礁 |
| --- |
| 牛轭礁 赤瓜礁（中） 鬼喊礁（越） 华礁 吉阳礁 景宏岛（越） 南门礁 西门礁 东门礁（中） 安乐礁 长线礁 主权礁 琼礁（越） 屈原礁 漳溪礁 扁参礁 龙虾礁 染青沙洲（越） 染青东礁 |

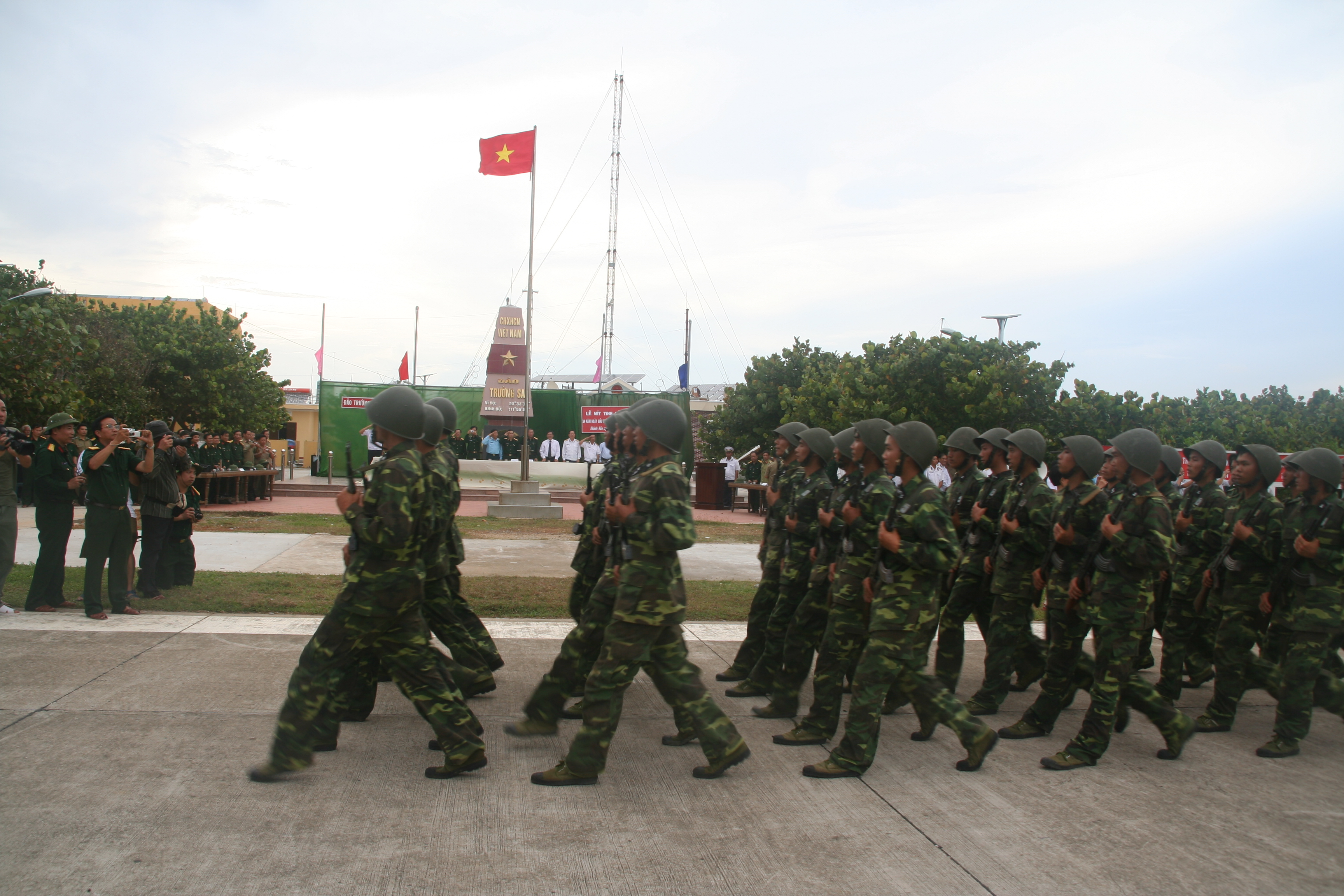
駐紮在南威島上的越南軍隊

目前越南在其佔領的島嶼上設置長沙縣，劃歸慶和省的管轄之下。
- 双子群礁
  - 南子岛：有越南軍隊駐守。建有一个38m高灯塔、简易飞机跑道，还有越南在南沙的第一个港口(200x300m)。
  - 奈罗礁：
- 郑和群礁
  - 鸿庥岛：于1973年夏末占领，现有越南軍隊駐守。
  - 敦谦沙洲：有越南軍隊駐守。1974年，趁中華民國軍隊为躲避颱風警報撤到太平島之机抢占[53]。
  - 舶兰礁：1988年赤瓜礁海战后被越南占领。
- 大现礁：1988年被越南占领，目前已在该礁上分三处建有四座礁堡，驻军约50人左右[54][55]。
- 九章群礁
  - 景宏岛：1973年被越南占领。2014年4月开始，越南在景宏岛开展大规模填海。
  - 染青沙洲：由越南海軍监控。2014年2月3日，中國海軍此海域投放浮標，但隨即被越南海軍拖走[56]。
  - 鬼喊礁:
  - 琼礁：
- 尹庆群礁
  - 南威岛：是越南人民军在南沙群島第一線軍事指揮中心所在地。有一条長550公尺的混凝土跑道及直昇機坪和两个码头。
  - 东礁：1988年被越南占领，并在该礁建有四座礁堡，驻军两个排。
  - 中礁：1978年被越南占领，目前驻军约一个排[57]。
  - 西礁：
  - 日积礁：
- 南华水道南侧
  - 毕生礁：1978年被越南占领，现已在岛上建造了灯塔和营盘。
  - 六门礁：1988年被越南占领，经过几次扩建，现有三座礁堡。
  - 南华礁：1988年被越南占领，建两座礁堡，驻军1个班，约10人。
  - 无乜礁：1988年被越南占领，建有一座灯塔、一座礁堡，约两个班驻军。
- 南薇滩(有文献将蓬勃堡、金盾暗沙、奥南暗沙统归于南薇滩，因而有统计上的差异。)
  - 蓬勃堡：
  - 金盾暗沙：
  - 奥南暗沙：
  - 西卫滩
  - 李准滩
  - 广雅滩
  - 人骏滩
- 安波沙洲：越南驻军规模在30人以上。
- 柏礁：礁坪面积最大，越南1987年占领，建三处礁堡，驻军两个排约40人。

### 菲律賓

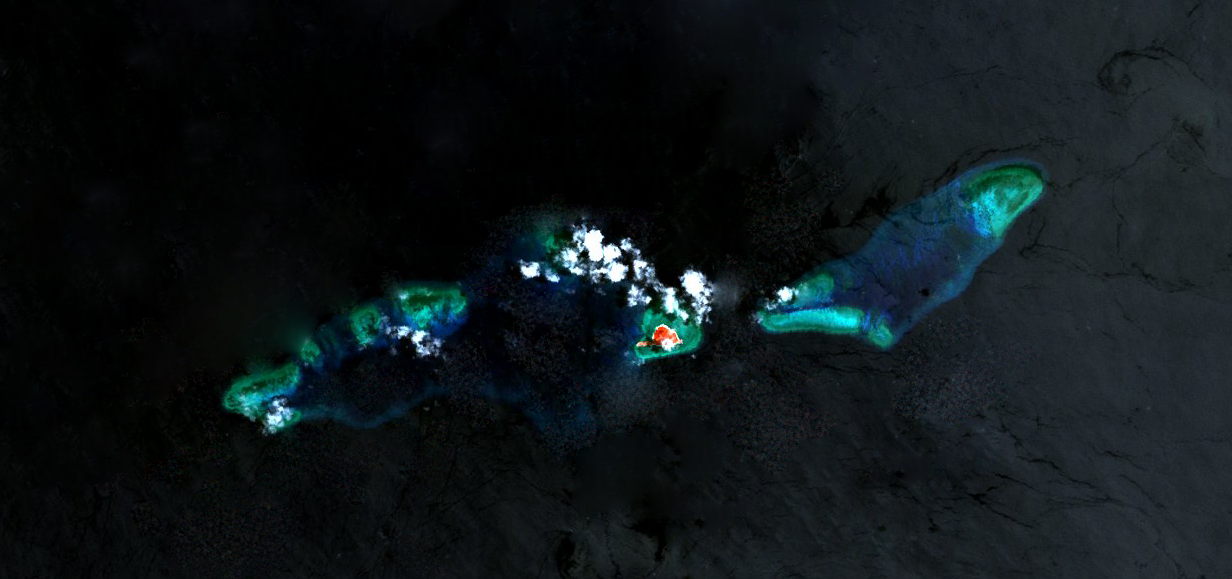
渚碧礁 （左下）和中业群礁（右上）

菲律賓目前對南沙群島東部較接近菲律賓本土的部分島嶼主張主權。
- 北子岛
- 中业岛：1971年被菲律宾占领，1978年设卡拉扬镇，有50名驻军，300名居民。有一条混凝土跑道1500x90米，是菲控南沙面积最大的岛。
- 道明群礁
  - 南钥岛
  - 双黄沙洲
- 西月岛：有菲驻军，是菲控南沙面积第二大岛。
- 费信岛
- 马欢岛
- 司令礁

菲律賓在這些島嶼上設置卡拉延市，劃歸巴拉望省管轄。

### 马来西亚
行政上，馬國將南沙島嶼劃歸沙巴州。
- 在彈丸礁、光星仔礁位于安渡滩、南海礁、浪口礁位于榆亚暗沙、簸箕礁修建有永久性设施并驻军。

### 
汶萊聲明擁有大陸棚附近之經濟海域並實際控制南通礁。
- 南通礁